# Verden (ciudad)
Verden (pronunciación en alemán: /ˈfeːɐ̯dn̩/ⓘ) es la capital del distrito de Verden en el Estado federado de Baja Sajonia, en Alemania. La ciudad está a orillas del río Aller. Verden es un conocido centro de equitación.